# Theridion frondeum
Theridion frondeum là một loài nhện trong họ Theridiidae.
Loài này thuộc chi Theridion. Theridion frondeum được Nicholas Marcellus Hentz miêu tả năm 1850.